# Крючков, Дмитрий Васильевич
Дмитрий Васильевич Крючков (укр. Дмитро Васильович Крючков; род. 10 июня 1978, Львов) — украинский политик и бизнесмен. Народный депутат Украины V созыва. Председатель правления ЧАО «Холдинговая компания „Энергомережа“».

## Биография
Окончил Киевский национальный экономический университет (2000), «Финансы и кредит».
1998 — сентябрь 1999 — бухгалтер, 1999—2000 — старший бухгалтер ООО «Маркетинговое агентство „Финанс-информ Украина“».
2000—2002 — помощник-консультант аппарата управления ГП НПО «Лыбидь».
2002 — в Государственном комитете по материальному резерву Украины.
2002—2004 — председатель правления, председатель наблюдательного совета ЗАО «Промышленно-финансовое объединение „Интер-энерго“».
2004—2005 — председатель наблюдательного совета АКБ «Гарант» и ВАБАК «Киевреконструкция».
С 2014 года председатель правления ЧАО «Холдинговая компания „Энергомережа“». Председатель комитета кредиторов ПАО «Центрэнерго». Владелец электрических сетей. Участник криминальных расследований связанных с деятельностью государственных энергетических компаний.

### Политическая деятельность
Февраль — июль 2005 — заместитель председателя Ровенской облгосадминистрации.
Народный депутат Украины V созыва с апреля 2006 по ноябрь 2007 от Блока Юлии Тимошенко, № 71 в списке. На время выборов: временно не работал, беспартийный. Член фракции «Блок Юлии Тимошенко» (с мая 2006). Член Комитета по вопросам топливно-энергетического комплекса, ядерной политики и ядерной безопасности (с июля 2006).
Сентябрь 2007 — кандидат в народные депутаты Украины от Избирательного блока политических партий «КУЧМА», № 13 в списке. На время выборов беспартийный.

### Уголовное преследование
Обвинялся в хищении сотен миллионов гривен «Запорожьеоблэнерго», с 2017 года находится в розыске.
14 апреля 2018 задержан в Германии, находится под стражей с 26 апреля.

## Личная жизнь
Отец пяти детей. Жена Алена — адвокат .